# Коптево (Даниловский район)
Коптево — деревня в Даниловском районе Ярославской области. Входит в состав Дмитриевского сельского поселения.

## География
Находится в северо-восточной части Ярославской области на расстоянии приблизительно 19 км на юг-юго-восток по прямой от железнодорожного вокзала города Данилова, административного центра района.

## История
В 1859 году здесь (деревня Даниловского уезда Ярославской губернии) было учтено 11 дворов, в 1898 — 13.

## Население
Численность населения: 47 человек (1859 год), 0 как в 2002 году, так и в 2010.